# Lilla Cabot Perry

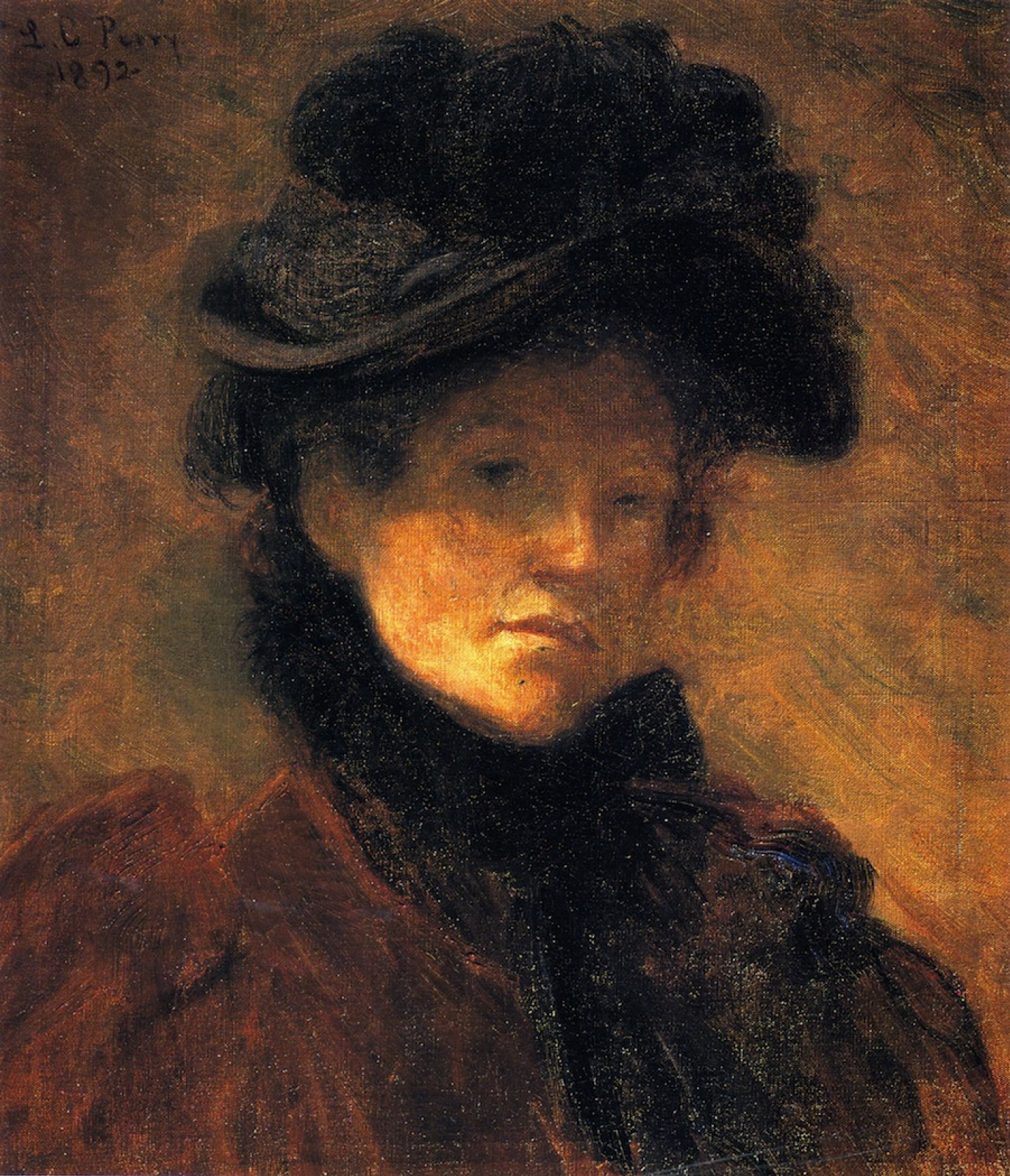
Zelfportet, 1892

Lilla Cabot Perry (Boston, 13 januari 1848 - Hancock, 28 februari 1933) was een Amerikaans impressionistisch schilder.
Zij schilderde portretten en landschappen in dezelfde vrije vorm als haar mentor Claude Monet. Perry was een vroege voorstander van de Franse impressionistische stijl en droeg bij tot de acceptatie ervan in de Verenigde Staten. Haar vroege werken werden gevormd door haar studie aan de Cowles School of Art in Boston en haar reizen door Europa en Japan. Ze werd ook sterk beïnvloed door Ralph Waldo Emerson's filosofieën en haar vriendschap met Camille Pissarro.
Hoewel zij pas op zesendertigjarige leeftijd aan haar opleiding begon, had de samenwerking met kunstenaars van de impressionistische, realistische, symbolistische en sociaal-realistische beweging grote invloed op de stijl van haar oeuvre.
- Bibliothèque nationale de France: cb14049150j (data)
- CiNii: DA0908788X
- Gemeinsame Normdatei: 11930287X
- International Standard Name Identifier: 0000 0000 8149 1139
- Library of Congress Control Number: n83022347
- Nationale Bibliotheek van Letland: 000200025
- PIC: 265949
- Réseau des bibliothèques de Suisse occidentale: 02-A017816288
- RKD-Nederlands Instituut voor Kunstgeschiedenis: 62798
- SNAC: w6rk57jg
- Système universitaire de documentation: 080708641
- Union List of Artist Names: 500026640
- Virtual International Authority File: 69132127
- WorldCat: E39PBJwhwcywk6hfcRwB6gvyh3